# 孝安皇后
孝安皇后（？—1596年8月6日）陈氏，明穆宗朱载坖继后，直隶通州人，錦衣衛副千户封固安伯陳景行之女。兄長陳昌言、陳嘉言、陳善言，陳名言之姐妹。

## 生平
史书未记载陈氏生年。嘉靖三十七年（1558年）九月，裕王妃李氏逝世，选陈氏为裕王继妃，明神宗的母亲李贵妃原是她的宮女。隆庆元年（1567年），册立为皇后。
隆庆帝即位后妃嫔颇多，1557年，陈皇后生下太和公主，公主在1560年夭折。陈皇后雖美貌，卻无宠，沒有生子，復触帝怒，借口陳皇后无子多病，迁居别宫。太子朱翊鈞，事嫡母最孝，每天早晨谒奉先殿、朝父皇穆宗及生母李皇贵妃毕，必去嫡母陈皇后所在偏宫问安，皇后闻履声而辄喜。李皇贵妃得知皇后欢喜，亦欢喜。
明神宗即位，上嫡母尊号曰仁圣皇太后，居慈庆宫。万历六年，尊为仁圣贞懿皇太后，万历十年，尊为仁圣贞懿康静皇太后。神宗孝事两宫无间。万历二十四年七月戊寅（1596年8月6日），陈太后崩，谥曰孝安贞懿恭纯温惠佐天弘圣皇后，祀奉先殿别室。

## 軼事
陳皇后是一位以国家利益为重、敢于谏言的皇后。陪着裕王朱載坖度过了如履薄冰的八年。隆庆元年（1567），裕王终于登上了皇帝的宝座，陈妃被册立为皇后。经过长时期的苦难与压抑之后，明穆宗现在居于至高无上、可以为所欲为的位子之上，于是便肆无忌惮地纵身声色之中。陈皇后对此婉言劝阻：“圣上此位得之不易，身负祖宗之托，应谨慎小心才是。况且陛下也要注意保重身体。”穆宗非但不听规劝，且发怒道：“祖宗之法，后妃虽然母仪天下，但不可参预政事。我的事你不要多言!”并因此将她安排到别的宫殿，大有废弃之势。陈皇后见忠言获罪，羞愤交加，便疾病缠身，卧床不起。
大臣们纷纷上疏明穆宗，立即让皇后回到中宫。穆宗在回答詹仰庇的手批中说：“皇后无子多病，移居别宫，聊以自适，以期痊愈，你怎么知道内庭的事，只管胡说！”在回答王之垣的疏请时，也说：“皇后侍奉我时间太长，无子多病，移居别宫，使她心情舒畅一下，你不知内庭的事，胡说什么！”后来王之垣又上疏说：“皇后是先帝为陛下选的，有关睢樛木之德，抑郁成疾，已经不好了，反而说移到别的宫中，使她心情舒畅一下。难道有夫妻分离而心情舒畅的吗?”穆宗这才说：“皇后调理的稍有好转，就让她回本宫。”不难看出，穆宗为了自己纵欲方便，想方设法不让皇后回中宫。穆宗和其父明世宗策略不同。其父爱够了某一皇后即废掉，他是不喜欢就放到一边，尽管自己快活。当时民间对挑选宫女非常恐惧，在《云间杂志》中卷有过这样一段记载：“隆庆二年（1568），讹传京中将选淑女，一时间男女纷纷娶嫁，不论长幼良贱，有垂髫即出嫁的，有乳臭就作新郎的，寡妇也都再嫁男人。乐工昼夜不息地忙碌，菜肴果品的价钱因之上涨，经过一个多月事情才平息。后来因为婚娶不般配，往往打官司，但已经来不及了。”这当然有些夸张。贱民和寡妇，无论如何不会选进宫中，垂髫幼女也不应即为宫女，但这却反映了人们对皇帝的荒淫的恐惧。皇帝的纵欲，不仅给国家民族带来了无穷的灾难，而且自己往往因此丧生。穆宗若听陈皇后一言，便不会只在位6年即丧身牡丹花下了。
陈皇后是一位善良的皇后，她不因自己无子而妒恨别的妃嫔。明神宗做皇太子时，每天早晨到她的住所问安，她听到脚步声，总是很高兴，为神宗强行起身。她平等对待神宗的生母李贵妃，两宫关系和睦融洽。年方十岁的神宗不能决定国家大事，政务全由陈太后和李太后主持，两人任命张居正为首辅，进行改革，取得了很大成绩。嘉靖、隆庆时期，明朝的财政年年亏空，经过张居正的改革整顿后，变得绰有剩余。在军事上，张居正改革前“虏患日深，边事久废”的局面，这时也大为改观。可以说张居正的改革成功是与陈太后的支持分不开的。陈氏的父亲陈景行在她被选为裕王妃时授锦衣千户。隆庆元年（1567）她被册立为后，父亲被封固安伯。景行一向恭敬谨慎，遇到遣祀、册封诸典礼，事前一定斋戒。在家里告诫诸子一定要退让，显然陈氏的德性跟其父的培养教育是分不开的。

## 延伸阅读
[在维基数据编辑]
 《明史卷一百一十四》，出自《明史》
 在维基共享资源阅览影像